# Liste der Kulturdenkmäler in Wilgartswiesen
In der Liste der Kulturdenkmäler in Wilgartswiesen sind alle Kulturdenkmäler der rheinland-pfälzischen Ortsgemeinde Wilgartswiesen einschließlich der Ortsteile Hermersbergerhof und Hofstätten aufgeführt. Grundlage ist die Denkmalliste des Landes Rheinland-Pfalz (Stand: 14. Dezember 2023).

## Denkmalzonen
| Bezeichnung                         | Lage                                                                 | Baujahr        | Beschreibung | Bild                           |
| ----------------------------------- | -------------------------------------------------------------------- | -------------- | --- | ------------------------------ |
| Denkmalzone Burgruine Wiligartaburg | Wilgartswiesen, nordöstlich des Ortes; Distrikt Am alten Schloß Lage | 8. Jahrhundert | im 8. Jahrhundert gegründet, im 13. Jahrhundert zerstört, erhalten Torpfeiler, Pfostenloch, Mauerreste; großräumige Umgebung des Zwillingsfelsens, auf dem die Burg liegt | weitere Bilder Fotos hochladen |

## Einzeldenkmäler
| Bezeichnung              | Lage                                                                       | Baujahr                              | Beschreibung | Bild                           |
| ------------------------ | -------------------------------------------------------------------------- | ------------------------------------ | --- | ------------------------------ |
| Wohnhaus                 | Wilgartswiesen, Alte Hauptstraße 12 Lage                                   | drittes Viertel des 19. Jahrhunderts | stattliches Treppengiebelhaus, drittes Viertel des 19. Jahrhunderts                                                  | Fotos hochladen                |
| Quereinhaus              | Wilgartswiesen, Alte Hauptstraße 20 Lage                                   | 18. Jahrhundert                      | eingeschossiges Fachwerk-Quereinhaus, teilweise massiv, 18. Jahrhundert                                              | Fotos hochladen                |
| Quereinhaus              | Wilgartswiesen, Alte Hauptstraße 26 Lage                                   | 18. Jahrhundert                      | Fachwerk-Quereinhaus, teilweise massiv, 18. Jahrhundert                                                              | Fotos hochladen                |
| Fachwerkhaus             | Wilgartswiesen, Alte Schulstraße 9 Lage                                    | 18. Jahrhundert                      | Fachwerkhaus, teilweise massiv, 18. Jahrhundert                                                                      | Fotos hochladen                |
| Evangelische Pfarrkirche | Wilgartswiesen, Bahnhofstraße 10 Lage                                      | 1840–43                              | Saalbau, Rotsandstein, Rundbogenstil, 1840–43, Architekt August von Voit                                             | weitere Bilder Fotos hochladen |
| Kriegerdenkmal           | Wilgartswiesen, Bahnhofstraße, bei Nr. 10 Lage                             | 1938                                 | Kriegerdenkmal 1914/18                                                                                               | weitere Bilder Fotos hochladen |
| Wohnhaus                 | Wilgartswiesen, Breitenbergstraße 2 Lage                                   | 1707                                 | Fachwerkhaus, bezeichnet 1707                                                                                        | Fotos hochladen                |
| Brunnen                  | Wilgartswiesen, Breitenbergstraße, bei Nr. 2 Lage                          | Mitte des 19. Jahrhunderts           | Laufbrunnen, Sandstein, Brunnenstock mit Kapitellaufsatz, Mitte des 19. Jahrhunderts                                 | Fotos hochladen                |
| Wohnhaus                 | Wilgartswiesen, Breitenbergstraße 3 Lage                                   | frühes 18. Jahrhundert               | Fachwerkhaus, frühes 18. Jahrhundert                                                                                 | Fotos hochladen                |
| Pfarrhaus                | Wilgartswiesen, Hauptstraße 10 Lage                                        | 1750                                 | ehemaliges Pfarrhaus; kubischer Mansardwalmdachbau, angeblich von 1750                                               | Fotos hochladen                |
| Wohnhaus                 | Wilgartswiesen, Hauptstraße 16 Lage                                        | 18. Jahrhundert                      | einraumtiefes Fachwerkhaus, teilweise massiv, 18. Jahrhundert                                                        | Fotos hochladen                |
| Wohnhaus                 | Wilgartswiesen, Herrengasse 5 Lage                                         | 1763                                 | Fachwerkhaus, teilweise massiv, bezeichnet 1763                                                                      | Fotos hochladen                |
| Brunnen                  | Wilgartswiesen, Herrengasse, bei Nr. 8 Lage                                | Mitte des 19. Jahrhunderts           | Laufbrunnen, Sandstein, klassizistisch; Mitte des 19. Jahrhunderts                                                   | Fotos hochladen                |
| Brunnen                  | Wilgartswiesen, Herrengasse, gegenüber Nr. 15 Lage                         | Mitte des 19. Jahrhunderts           | Laufbrunnen, Sandstein, klassizistisch; Mitte des 19. Jahrhunderts                                                   | Fotos hochladen                |
| Rathaus                  | Wilgartswiesen, Schulstraße 1 Lage                                         | Mitte des 19. Jahrhunderts           | ehemalige Schule; Quadermauerwerk, Mitte des 19. Jahrhunderts                                                        | Fotos hochladen                |
| Falkenburg               | Wilgartswiesen, westlich des Ortes auf dem Schloßberg Lage                 | vor 1246                             | 1246 als Reichburg erwähnt, 1689 zerstört, erhalten der Felsensockel des ehemaligen Bergfrieds, Reste der Wohnbauten | weitere Bilder Fotos hochladen |
| Dreiherrenstein          | Hermersbergerhof, nordwestlich des Ortes; Distrikt Am Dreiherrenstein Lage | 1657                                 | Grenzstein, bezeichnet 1657 und 1773, gleichzeitig Ritterstein Nr. 57 des Pfälzerwald-Vereins                        | Fotos hochladen                |
| Evangelische Kirche      | Hofstätten, Ortsstraße 11 Lage                                             | 1925/26                              | gotisierender Sandsteinsaal, 1925/26                                                                                 | weitere Bilder Fotos hochladen |
| Forsthaus                | Hofstätten, Ortsstraße 12 Lage                                             | um 1910                              | ehemaliges Forsthaus; eingeschossiger Krüppelwalmdachbau, Fachwerkkniestock, um 1910, bauzeitliches Nebengebäude     | Fotos hochladen                |
| Eschkopfturm             | Hofstätten, nördlich des Ortes auf dem Eschkopf Lage                       | 1902                                 | Aussichtsturm, 1902 erbaut                                                                                           | weitere Bilder Fotos hochladen |
| Denkmal                  | Hofstätten, nördlich des Ortes im Wald Lage                                |                                      | Denkmal | Fotos hochladen                |